# Szarglew
Szarglew – wieś w Polsce położona w województwie mazowieckim, w powiecie sochaczewskim, w gminie Iłów. Od północy sąsiaduje z Lubatką, z którą tworzy jedno sołectwo.
Sołectwo Lubatka-Szarglew tworzą wsie Lubatka i Szarglew.
W latach 1975–1998 miejscowość administracyjnie należała do województwa płockiego.